# Pellerell
Pellerell är en bilderbok skriven av Barbro Lindgren och Illustrerad av Johannes Schneider.

## Handling
Boken handlar om en liten pojke som härmar det som hunden Pellerell gör, bland annat att skälla på kråkor och äta kottar 